# Správní obvod obce s rozšířenou působností Bohumín
Správní obvod obce s rozšířenou působností Bohumín je od 1. ledna 2003 jedním z pěti správních obvodů rozšířené působnosti obcí v okrese Karviná v Moravskoslezském kraji. Čítá 3 obce.
Město Bohumín je zároveň obcí s pověřeným obecním úřadem, přičemž oba správní obvody jsou územně totožné.

## Seznam obcí
Poznámka: Města jsou vyznačena tučně.
- Bohumín
- Dolní Lutyně
- Rychvald

## Obyvatelstvo
| Rok  | Obyv.  | ± %     |
| ---- | ------ | ------- |
| 1869 | 9 126  | —       |
| 1880 | 10 799 | +18,3 % |
| 1890 | 12 690 | +17,5 % |
| 1900 | 21 767 | +71,5 % |
| 1910 | 30 459 | +39,9 % |

| Rok  | Obyv.  | ± %     |
| ---- | ------ | ------- |
| 1921 | 34 579 | +13,5 % |
| 1930 | 38 045 | +10 %   |
| 1950 | 30 256 | −20,5 % |
| 1961 | 33 336 | +10,2 % |
| 1970 | 34 154 | +2,5 %  |

| Rok  | Obyv.  | ± %    |
| ---- | ------ | ------ |
| 1980 | 37 052 | +8,5 % |
| 1991 | 34 800 | −6,1 % |
| 2001 | 34 824 | +0,1 % |
| 2011 | 33 708 | −3,2 % |
| 2021 | 32 544 | −3,5 % |